# Sidney Toy
Charles Sidney Toy, né le 16 février 1875 à Redruth, comté de Cornouailles et mort le 6 février 1967 à Londres, est un historien et architecte britannique. Il est principalement connu pour ses écrits sur les châteaux et les fortifications. On lui doit également plusieurs plans architecturaux et plusieurs croquis de châteaux et fortifications.

## Publications
- Corfe Castle, 1929
- The Castles of the Bosporus , 1930
- The Town and Castle of Conway, 1937
- A History of Fortification from 3000 BC to AD 1700, Heinemann, 1955
  - History of Fortification, Heinemann Educational Publishers, 1967 (1reédition).  (ISBN 978-0435329976)
  - History of Fortification from 3000 BC to AD 1700. Barnsley: Pen and Sword, 2006  (ISBN 1844153584)
- The Strongholds of India, William Heinemann Ltd, 1957
- The Fortified Cities of India, Heinemann, 1965
- The Castles of Great Britain, Dufour Editions, 1966 (4e édition ; 1re édition en 1953).  (ISBN 978-0435329952)
- Castles: Their Construction and History, Dover, 1985.  (ISBN 978-0486248981)